# Eleições legislativas de 2015 em Odivelas

## Resultados Oficiais
| Partido                 | Partido                        | Votos   | %               | +/-   |
| ----------------------- | ------------------------------ | ------- | --------------- | ----- |
|                         | Partido Socialista             | 26 435  | 35,79 / 100,00  | 4,63  |
|                         | Portugal à Frente              | 23 109  | 31,28 / 100,00  | 13,04 |
|                         | Bloco de Esquerda              | 8 548   | 11,57 / 100,00  | 5,85  |
|                         | Coligação Democrática Unitária | 7 261   | 9,83 / 100,00   | 0,52  |
|                         | Pessoas–Animais–Natureza       | 1 502   | 2,03 / 100,00   | 0,71  |
|                         | PCTP/MRPP                      | 789     | 1,07 / 100,00   | 0,23  |
|                         | Outros                         | 3 570   | 4,83 / 100,00   |       |
| Votos Inválidos         | Votos Inválidos                | 2 653   | 3,59 / 100,00   | 0,64  |
| Total                   | Total                          | 73 867  | 100,00 / 100,00 |       |
| Eleitorado/Participação | Eleitorado/Participação        | 123 390 | 59,86 / 100,00  | 2,66  |
| Fonte                   | Fonte                          | [ 1 ]   | [ 1 ]           | [ 1 ] |

## Resultados por Freguesia
Os resultados seguintes referem-se aos partidos que obtiveram mais de 1,00% dos votos:
| Partido                              | %     | %     | %     | %     | %    | %    | Votantes |
| Partido                              | PS    | PÀF   | BE    | CDU   | PAN  | PCTP | Votantes |
| ------------------------------------ | ----- | ----- | ----- | ----- | ---- | ---- | -------- |
| Odivelas                             | 35,80 | 32,36 | 11,27 | 9,05  | 2,09 | 0,94 | 30 496   |
| Pontinha e Famões                    | 37,37 | 28,61 | 11,50 | 10,59 | 2,03 | 1,37 | 17 101   |
| Póvoa de Santo Adrião e Olival Basto | 37,39 | 29,52 | 11,31 | 11,13 | 1,78 | 0,98 | 8 995    |
| Ramada e Caneças                     | 33,36 | 32,94 | 12,31 | 9,77  | 2,07 | 1,04 | 17 275   |
| Odivelas                             | 35,79 | 31,28 | 11,57 | 9,83  | 2,03 | 1,07 | 73 867   |

#### Odivelas
| Partido                 | Partido                        | Votos  | %               | +/-   |
| ----------------------- | ------------------------------ | ------ | --------------- | ----- |
|                         | Partido Socialista             | 10 918 | 35,80 / 100,00  | 2,98  |
|                         | Portugal à Frente              | 9 870  | 32,36 / 100,00  | 13,75 |
|                         | Bloco de Esquerda              | 3 438  | 11,27 / 100,00  | 5,70  |
|                         | Coligação Democrática Unitária | 2 761  | 9,05 / 100,00   | 0,53  |
|                         | Pessoas–Animais–Natureza       | 637    | 2,09 / 100,00   | 0,76  |
|                         | LIVRE/Tempo de Avançar         | 349    | 1,14 / 100,00   | Novo  |
|                         | Outros                         | 1 426  | 4,66 / 100,00   |       |
| Votos Inválidos         | Votos Inválidos                | 1 097  | 3,60 / 100,00   | 0,56  |
| Total                   | Total                          | 30 496 | 100,00 / 100,00 |       |
| Eleitorado/Participação | Eleitorado/Participação        | 51 499 | 59,22 / 100,00  | 3,07  |

#### Pontinha e Famões
| Partido                 | Partido                         | Votos  | %               |
| ----------------------- | ------------------------------- | ------ | --------------- |
|                         | Partido Socialista              | 6 391  | 37,37 / 100,00  |
|                         | Portugal à Frente               | 4 893  | 28,61 / 100,00  |
|                         | Bloco de Esquerda               | 1 966  | 11,50 / 100,00  |
|                         | Coligação Democrática Unitária  | 1 811  | 10,59 / 100,00  |
|                         | Pessoas–Animais–Natureza        | 347    | 2,03 / 100,00   |
|                         | PCTP/MRPP                       | 234    | 1,37 / 100,00   |
|                         | Partido Democrático Republicano | 171    | 1,00 / 100,00   |
|                         | Outros                          | 659    | 3,86 / 100,00   |
| Votos Inválidos         | Votos Inválidos                 | 629    | 3,68 / 100,00   |
| Total                   | Total                           | 17 101 | 100,00 / 100,00 |
| Eleitorado/Participação | Eleitorado/Participação         | 29 089 | 58,79 / 100,00  |

#### Póvoa de Santo Adrião e Olival Basto
| Partido                 | Partido                        | Votos  | %               |
| ----------------------- | ------------------------------ | ------ | --------------- |
|                         | Partido Socialista             | 3 363  | 37,39 / 100,00  |
|                         | Portugal à Frente              | 2 655  | 29,52 / 100,00  |
|                         | Bloco de Esquerda              | 1 017  | 11,31 / 100,00  |
|                         | Coligação Democrática Unitária | 1 001  | 11,13 / 100,00  |
|                         | Pessoas–Animais–Natureza       | 160    | 1,78 / 100,00   |
|                         | Outros                         | 490    | 5,45 / 100,00   |
| Votos Inválidos         | Votos Inválidos                | 309    | 3,43 / 100,00   |
| Total                   | Total                          | 8 995  | 100,00 / 100,00 |
| Eleitorado/Participação | Eleitorado/Participação        | 15 814 | 56,88 / 100,00  |

#### Ramada e Caneças
| Partido                 | Partido                         | Votos  | %               |
| ----------------------- | ------------------------------- | ------ | --------------- |
|                         | Partido Socialista              | 5 763  | 33,36 / 100,00  |
|                         | Portugal à Frente               | 5 691  | 32,94 / 100,00  |
|                         | Bloco de Esquerda               | 2 127  | 12,31 / 100,00  |
|                         | Coligação Democrática Unitária  | 1 688  | 9,77 / 100,00   |
|                         | Pessoas–Animais–Natureza        | 358    | 2,07 / 100,00   |
|                         | Partido Democrático Republicano | 184    | 1,07 / 100,00   |
|                         | PCTP/MRPP                       | 180    | 1,04 / 100,00   |
|                         | Outros                          | 666    | 3,86 / 100,00   |
| Votos Inválidos         | Votos Inválidos                 | 618    | 3,57 / 100,00   |
| Total                   | Total                           | 17 275 | 100,00 / 100,00 |
| Eleitorado/Participação | Eleitorado/Participação         | 26 988 | 64,01 / 100,00  |